# Max Barry
Max Barry, conosciuto anche come Maxx Barry, (18 marzo 1973), è uno scrittore australiano.
Tiene inoltre un suo blog nel quale tratta vari argomenti, tra cui la scrittura, il marketing e la politica.

## Opere

### Romanzi
- Syrup, 1999. ISBN 0-14-029187-3
- Logo Land (Jennifer Government, 2003). ISBN 978-8838481918; ISBN 1-4000-3092-7
- Company, 2006. ISBN 0-385-51439-5
- Machine Man, marzo 2009 - 1º dicembre 2009 (pubblicato online)

### Racconti
- Attack of the Supermodels, 2001
- A Shade Less Perfect, 2005
- Springtide, 2007
- How I Met My Daughter, 2007

### Saggi
- Things Critics Do That Piss Me Off, 2002
- Why Copyright Is Doomed, 2002
- Succeeding In Business Through Marketing Fads, 2000